# Lonchaea setapleura
Lonchaea setapleura är en tvåvingeart som beskrevs av Mcalpine 1964. Lonchaea setapleura ingår i släktet Lonchaea och familjen stjärtflugor. Inga underarter finns listade i Catalogue of Life.